# Eriswil
Eriswil é uma comuna da Suíça, no Cantão Berna, com cerca de 1.469 habitantes. Estende-se por uma área de 11,33 km², de densidade populacional de 130 hab/km². Confina com as seguintes comunas: Huttwil, Luthern (LU), Sumiswald, Ufhusen (LU), Wyssachen.
A língua oficial nesta comuna é o Alemão.